# Maître des Privilèges de Gand et de Flandre
Le Maître des Privilèges de Gand et de Flandre est un maître anonyme enlumineur actif en Flandre des années 1440 aux années 1460. Il doit son nom à un manuscrit des Statuts et privilèges de Gand et de Flandre exécuté vers 1453 pour le duc de Bourgogne Philippe le Bon. Son style est très archaïque pour la période, à rebours des innovations des primitifs flamands.

## Éléments biographiques et stylistiques

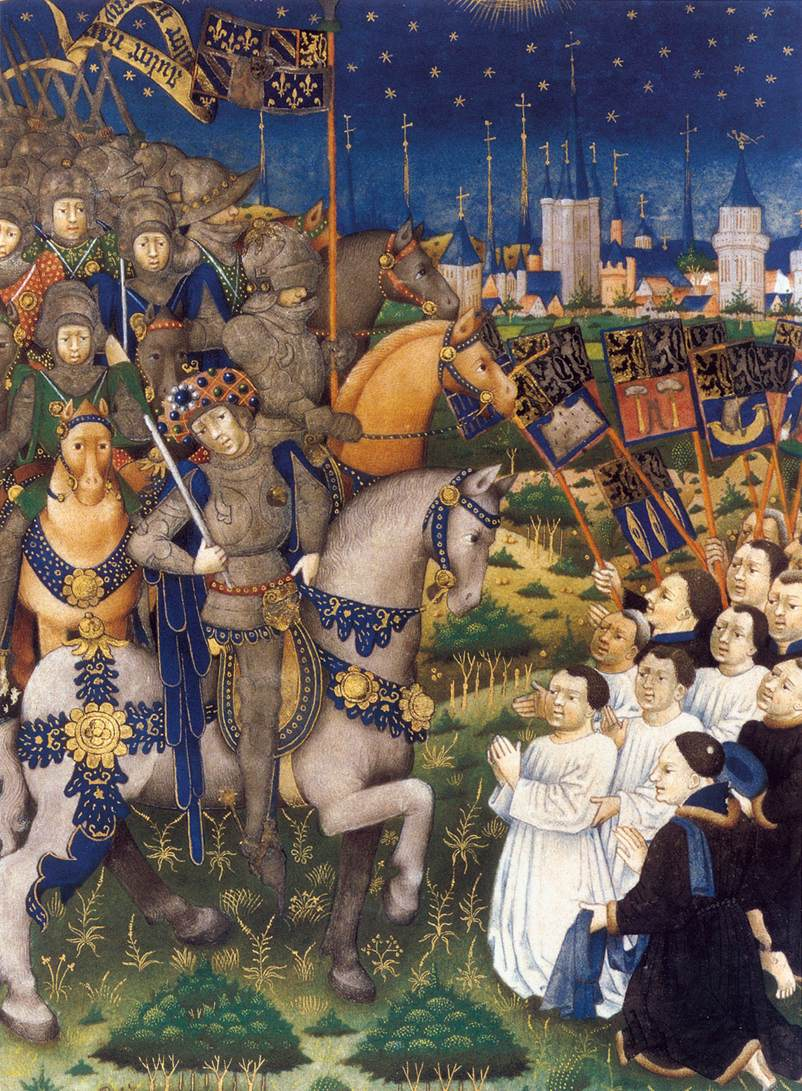
La reddition des bourgeois de Gand à Philippe le Bon lors de la bataille de Gavere. ÖNB, Ms.2583, f.349v.

Le style du maître a été isolé et son nom de convention forgé par l'historien de l'art allemand Friedrich Winckler en 1915 à partir du manuscrit des Statuts et privilèges de Gand et de Flandre exécuté vers 1453 pour le duc de Bourgogne Philippe le Bon. La localisation précise de sa réalisation fait encore débat. Selon Grégory Clark, l'enlumineur a sans doute travaillé dans deux ateliers différents situés entre Gand et Tournai entre 1440 et 1460. Il a travaillé essentiellement pour une clientèle de bourgeois et de nobles pour la réalisation de livres de prières, mais il est aussi à l'origine de trois livres séculiers commandés par le duc de Bourgogne lui-même. 
Bien qu'il soit actif principalement dans la seconde moitié du XVe siècle, son style est typique de la première moitié de ce siècle. Résolument archaïque, il utilise des couleurs artificielles, des formes géométriques pour représenter des détails des paysages, néglige l'usage de la perspective, et représente des personnages stéréotypés, au visage large et aux yeux démesurément grands. Son style est inspiré par des enlumineurs plus anciens tels que les Maîtres de Guillebert de Mets. Le fait qu'il a fait l'objet de commandes de la part du duc montre que son style encore médiéval n'était pas dédaigné, bien qu'à la même époque les primitifs flamands ont déjà mis en œuvre les premières conventions de l'enluminure de la Renaissance.
Son style est perpétué apparemment par des suiveurs au cours des années 1460 et 1470 qui sont à l'origine de cartons pour des tapisseries (Histoire de Jules César, musée d'histoire de Berne), ou des enluminures d'un livre imprimé des Faits et dits mémorables de Valères Maxime attribuées au Maître du Graduel de Gand (John Rylands Library, Inc.26.1.4).

## Tentatives d'identification
Dominique Vanwijnsberghe a proposé d'identifier le maître anonyme avec Jean Ramon (ou Johannes Ramont) le Jeune, un Gantois qui devient maître enlumineur à Tournai en 1454. Il pourrait avoir quitté sa ville d'origine à la suite de la bataille de Gavere qui voit la défaite des bourgeois de la cité flamande. L'historien de l'art propose de reconnaître son père, Jean Ramon l'Aîné, enlumineur à Gand, comme l'un des maîtres de Guillebert de Mets. 

## Manuscrits attribués
Les historiens lui attribuent la décoration de 22 manuscrits : 14 livres d'heures, 1 missel et 6 autres textes séculiers, parmi lesquels :
- Manuscrit de la Cité de Dieu traduite par Raoul de Presles, second tome, vers 1445 pour Jean Chevrot, Bruxelles, Bibliothèque royale de Belgique, Ms.9016
- Statuts et privilèges de Gand et de Flandre, 15 miniatures, vers 1453 pour Philippe le Bon, Vienne, Bibliothèque nationale autrichienne, Ms.2583
- Manuscrit du Gouvernement des princes de Gilles de Rome pour Philippe le Bon, vers 1450-1452, Bruxelles, Bibliothèque royale de Belgique, Ms.9043
- Manuscrit des Faits et dits mémorables de Valère Maxime (miniature de frontispice) pour Philippe le Bon, vers 1450-1467, Paris, Bibliothèque nationale de France, Fr.6185
- Manuscrit des Secrets aux philosophes ou dialogues entre Placide et Timéo de Jean Bonnet, vers 1455, BRB, Ms.11107
- Livre d'heures (12 miniatures par l'atelier), vers 1440-1445, Art Institute of Chicago, 1915.538[4]
- Livre d'heures à l'usage de Rome, vers 1440-1450, New York, Pierpont Morgan Library, M.82[5]
- Livre d'heures à l'usage de Rome, vers 1450, Varsovie, Bibliothèque nationale, ms.II 8005
- Livre d'heures, vers 1450, Baltimore, Walters Art Museum, W.719
- Livre d'heures de Jan Eggert, vers 1450, Walters Art Museum, W.172
- Livre d'heures, Walters Art Museum, W.263
- Livre d'heures, années 1450, Lille, musée diocésain, inv.578
- Livre d'heures, Société d'histoire et d'archéologie de Langres, Ms.162
- Livre d'heures, ancienne collection Sam Fogg de Londres inv.9658, actuellement coll. part.